# Португалия на летних Олимпийских играх 2008
Португалия принимала участие в Летних Олимпийских играх 2008 года в Пекине (Китай) в двадцать второй раз за свою историю, и завоевала одну серебряную и одну золотую медали.

## Золото
- Лёгкая атлетика, тройной прыжок, мужчины — Нелсун Эвора.

## Серебро
- Триатлон, женщины — Ванеса Фернандиш.